# Gare de Lábatlan
La gare de Lábatlan (en hongrois : Lábatlan vasútállomás) est une halte ferroviaire hongroise, située à Lábatlan.